# Camondo (släkt)

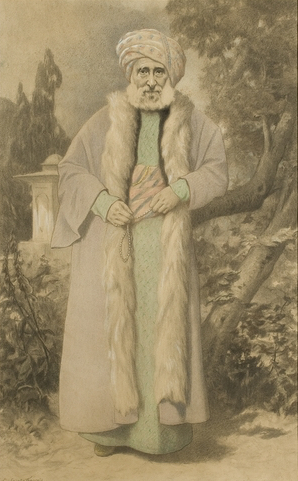
Abraham Salomon Camondo.

Camondo var en framstående sefardisk-judisk släkt. 
Som en del av den sefardiska gemenskapen i Spanien bosatte sig Camondo-familjen i Venedig efter Alhambradekretet 1492, vilket befallde utvisning av alla judar.
Efter Österrikes övertagande av Venedig 1798 etablerade medlemmar av Camondo-familjen sig i Istanbul.

## Camondo-palatset

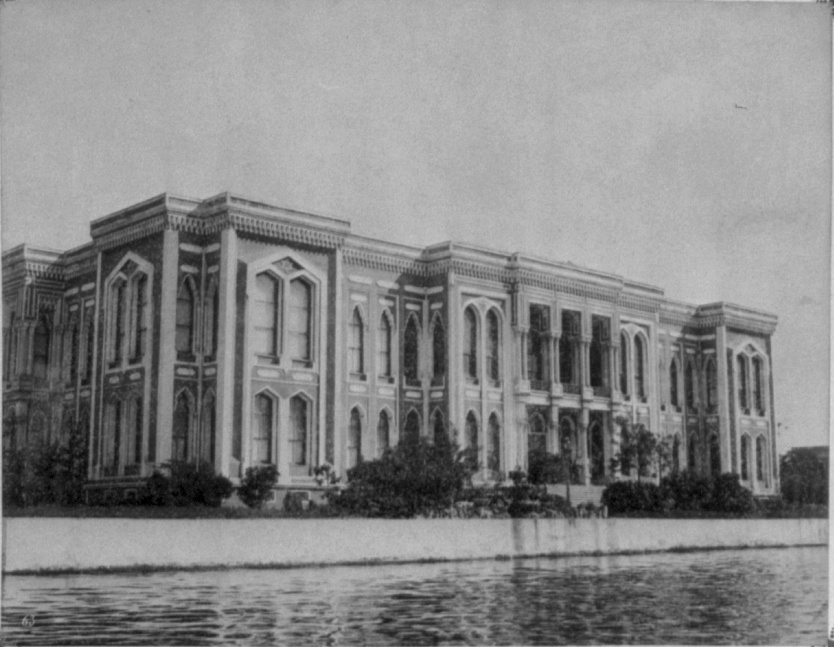
Camondo-palatset i Istanbul.

Camondo-palatset (turkiska: Kamondo Sarayı) byggdes 1865–1869 i Beyoğlu.